# Bernard Accama
Bernard Accama (soms ook vermeld Bernardus, Burum, 12 juli 1696 – Leeuwarden, 1756) was een Nederlands kunstschilder en portretschilder. Hij was de zoon van Simon Accama, predikant in Burum,  en Aeltje Boetes Nievelt. Hij woonde een groot deel van zijn leven in Leeuwarden. Veel van zijn werk is verloren gegaan tijdens de revolutie van 1795. Hij werkte onder andere voor Stadhouder Willem IV. Hij was de leraar van zijn broer Matthijs.

## Enkele werken van Accama

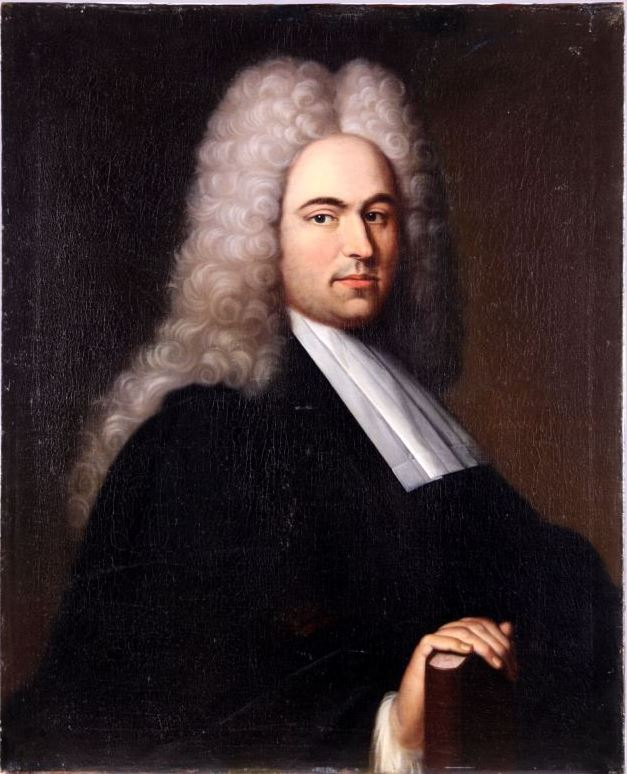
Campegius Vitringa jr.
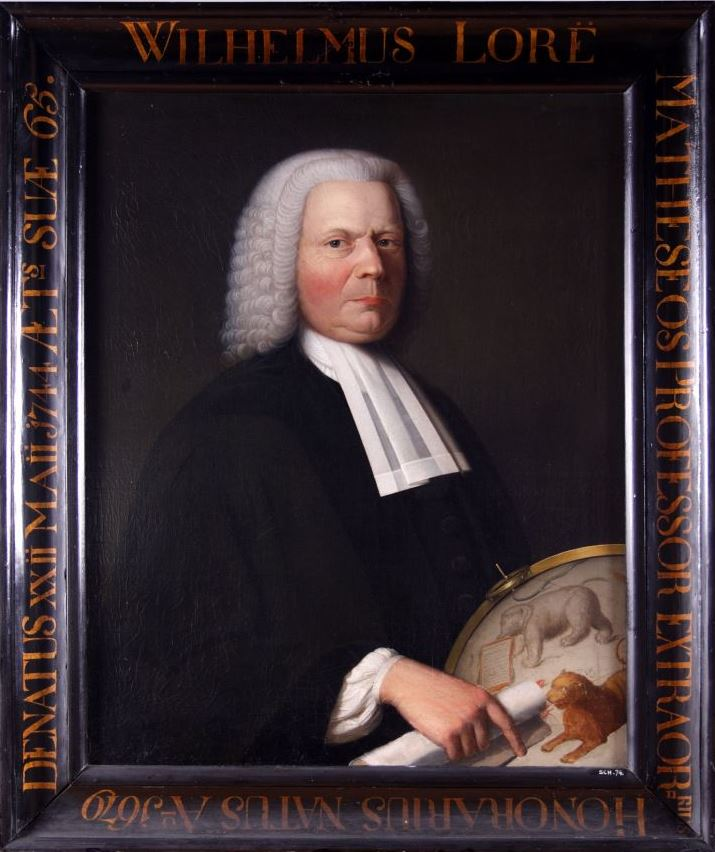
Willem Loré
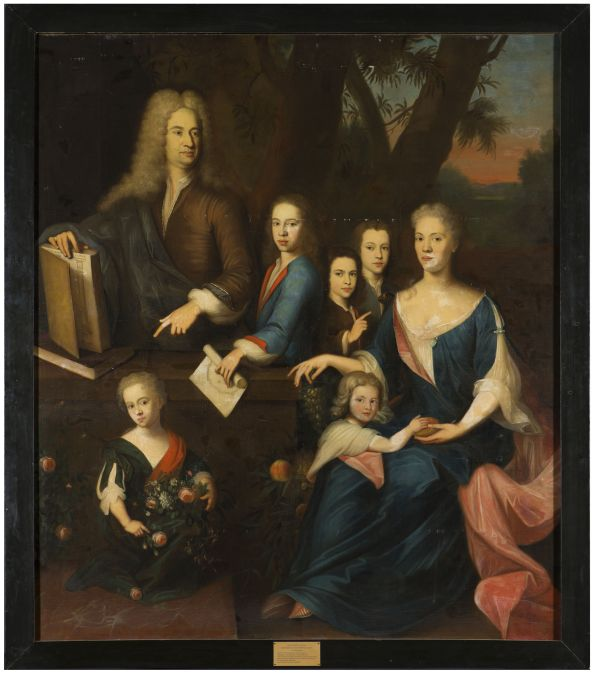
Familie Coulon
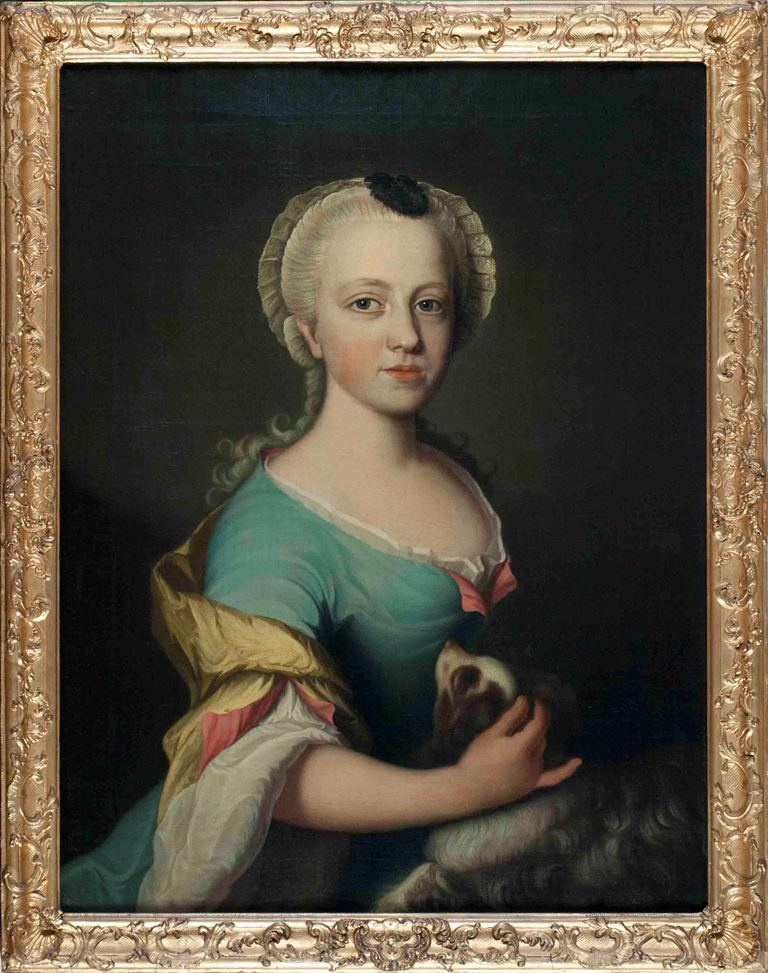
Maria Libora van Haersma
Anna van Hannover, prinses van Oranje-Nassau (1736)